# 壬生小家主女
壬生 小家主女（みぶ の おやかぬしめ、生没年不詳）は、奈良時代の女官。姓は直から連、のち宿禰。官位は正五位下・常陸国造。名は子家主女・小家主・少家主とも記される。

## 経歴
常陸国筑波郡の出身の采女で、尚膳として孝謙天皇（称徳天皇）に仕えていたことが分かっている。
淳仁朝の天平宝字5年（761年）正月、正七位下から外従五位下に叙爵される。
平城宮跡大膳職推定地出土木簡の「一号木簡（寺請木簡）」によると、天平宝字7年（763年）か8年の3月に、
とあり、法華寺にいた孝謙上皇の側近の女官（「竹波（筑波）命婦」）の指示によって、天皇の食事用に、小豆、醤、未醤油、酢の支給が請求されていたことが分かる。「大床所」とは、清涼殿昼御座の御膳のことで、『続日本紀』によると、孝謙上皇は天平宝字6年5月に近江国保良宮より平城京に戻り、法華寺を御在所としている。
藤原仲麻呂の乱の鎮定および孝謙上皇の称徳天皇としての重祚に功績があったらしく、称徳朝の天平神護元年（765年）正月、内位の従五位下になり、勳五等を授けられている。この時は直姓。その後、連に改姓したらしく、天平神護3年（767年）3月、天皇が薬師寺に行幸した際には、宿禰姓を授けられている。
神護景雲2年（768年）6月には、常陸国造に任命され、光仁朝の宝亀7年（776年）4月には因幡国造浄成女とともに、正五位下に昇叙し、地方豪族の娘としては異例の出世をしている。

## 官歴
注記のないものは『続日本紀』による
- 時期不詳：正七位下
- 天平宝字5年（761年）正月2日：外従五位下
- 天平宝字7年（763年、あるいは8年（764年）3月6日：命婦（尚膳？）（「平城宮跡大膳職推定地出土木簡」による）
- 天平神護元年（765年）正月7日：従五位下（内位）・勳五等
- 時期不詳：直から連に改姓
- 天平神護3年（767年）3月14日：連から宿禰に改姓
- 神護景雲2年（768年）6月14日：常陸国造
- 宝亀7年（776年）4月19日：正五位下